# Каноническая квантовая гравитация
Канони́ческая ква́нтовая гравита́ция — теория, которая имеет своей целью построение квантовой теории гравитационного поля путём канонического квантования гамильтоновой формулировки общей теории относительности. Основу этой теории заложил американский физик-теоретик Брайс Девитт. В 1967 году он опубликовал серию из трёх основополагающих работ данного направления на основе предыдущих изысканий Питера Бергмана, применив так называемые канонические методы квантования для гамильтоновых систем со связями. Данный подход, изобретённый Полем Дираком, позволяет квантовать системы с калибровочной симметрией путём фиксации калибровки. Новые подходы, основанные частично на работе Девитта и Дирака, включают метод Хартла — Хокинга, исчисление Редже, уравнение Уилера — Девитта и петлевую квантовую гравитацию.